# Ainori
Ainori (あいのり) (tạm dịch: "Cùng nhau chu du", hoặc "Bãi xe"; ngoài ra cũng có thể đọc thành "Chuyến xe tình yêu") là một chương trình truyền hình thực tế nổi tiếng của Nhật Bản phát sóng lúc 11:00 tối thứ hai hàng tuần trên kênh Fuji TV. Chương trình trình chiếu từ ngày 11 tháng 10, năm 1999 cho tới ngày 23 tháng 03, năm 2009. Tông cộng có 441 số phát sóng xuyên suốt thời gian, đi đến được 92 quốc gia và làm cầu nối cho 43 cặp nam nữ tỏ tình thành công.
Tại Việt Nam, bản nhượng quyền với tên gọi Hành trình kết nối những trái tim ra mắt cuối năm 2008, và đang trở thành một trong những chương trình truyền hình ăn khách của Đài truyền hình Thành phố Hồ Chí Minh (HTV7) và Hà Nội (H1). Chương trình cũng được truyền tiếp trên sóng của 15 đài địa phương.

## Mô tả

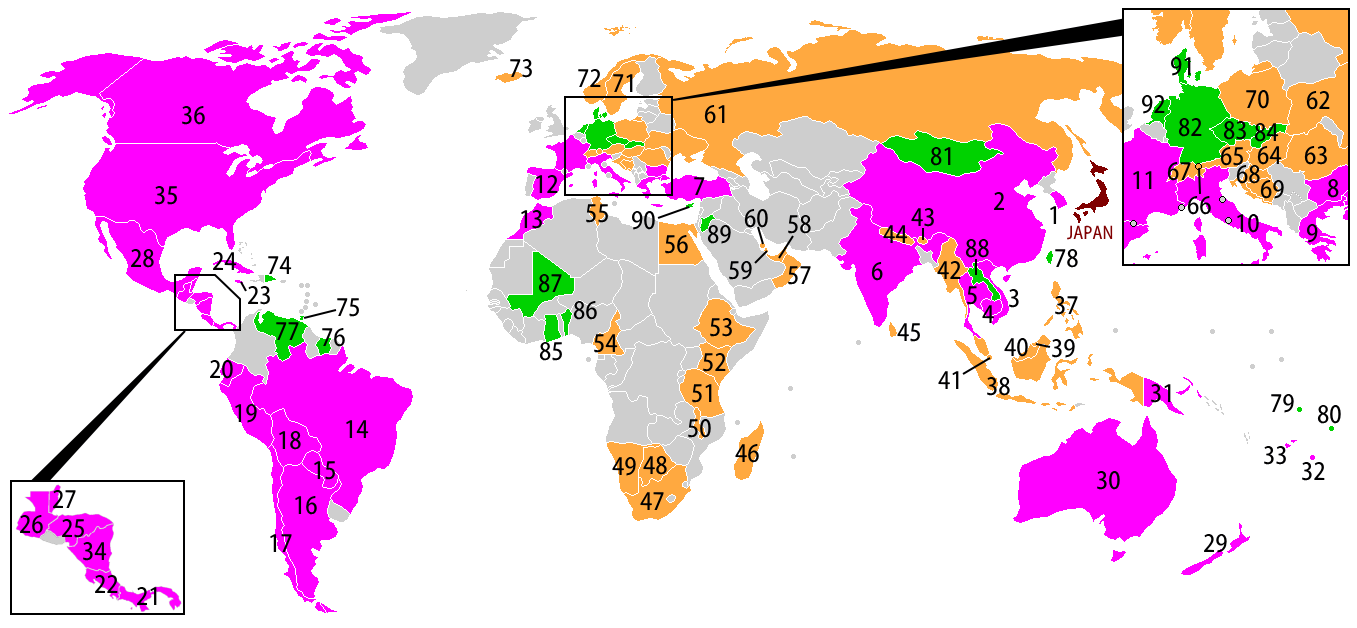
Các quốc gia mà hành trình Ainori đã đến

Ainori là một chương trình truyền hình thực tế dành cho các bạn trẻ mong muốn tìm được tình yêu đích thực. Thông qua chương trình này các bạn trẻ có cơ hội tìm hiểu về nhiều nền văn hóa mới và đóng góp sức mình vào các công tác từ thiện; tính đến tháng 03/2009, chương trình đã du ngoạn đến 92 quốc gia khám phá sự hấp dẫn của các thắng cảnh và những địa điểm tưởng chừng làm chùn bước chân họ. Các thí sinh được dẫn dắt và hỗ trợ bởi các bác tài xế, hướng dẫn viên và bạn bè dọc những nẻo đường trong quốc gia họ đến cho tới khi đến biên giới quốc gia khác, họ phải dừng chuyến xe và chia tay, gặp gỡ người và xe mới.
Điểm nhấn của chương trình chính là đội ngũ thí sinh trẻ tuổi năng động có ý định tìm kiếm tình yêu với thành viên khác trên chuyến hành trình và trở về Nhật Bản thành đôi. Khi một thí sinh quyết định bày tỏ tình cảm của mình, anh ta sẽ đến gặp bác tài xin đôi vé rời hành trình trở về Nhật Bản. Sau đó họ gặp người mình yêu để trao tấm vé, người nhận vé có thời hạn một đêm để suy nghĩ và đưa ra quyết định. Sau đêm suy xét, người nhận lời tỏ tình sẽ trả lời bằng một nụ hôn và cả hai chia tay chuyến xe về nước. Ngược lại, nếu thí sịnh bị từ chối, họ phải thu dọn hành lý và ra về một mình. Ngoài việc tỏ tình giữa các thí sinh với nhau, người chơi và nhân viên sản xuất bị cấm nói chuyện cởi mở về vấn đề tình cảm, chỉ được nêu lên suy nghĩ qua nhật ký hành trình, và camera (khi thí sinh khác không có mặt).
Sau khi rời hành trình, thành viên mới lập tức được bổ sung để giữ vững đội hình 7 người. Người mới đứng bên vệ đường mang xách hành lý, cầm bảng to và được chuyến xe tới đón sau màn tự giới thiệu.
Vòng đầu tiên vòng quanh thế giới kết thúc tháng 05/2003, vòng thứ hai kết thúc tháng 03/2007. Sau đó, chuyến xe có đi thêm một số quốc gia khác chưa từng tới và không theo lộ trình. Tập phim thứ 400 được phát sóng ngày 05/05/2008.
Tính đến tháng 12/2008, đã có 43 cặp được ghi nhận tỏ tình thành công, trong đó 8 đã đi đến hôn nhân (sau đó 1 cặp ly dị). Ngày 01/03/2005, "đứa bé Ainori" đầu tiên đã ra đời, rồi đến giữa 2008 có thêm 3 bé mới.

## Các quốc gia đã đến

### Vòng đầu tiên
| #  | Quốc gia         | Phát sóng                                                  | Các thí sinh                                    | Các thí sinh                           | Cặp đôi                                             |
| #  | Quốc gia         | Phát sóng                                                  | nam                                             | nữ                                     | Cặp đôi                                             |
| -- | ---------------- | ---------------------------------------------------------- | ----------------------------------------------- | -------------------------------------- | --------------------------------------------------- |
| 1a | Nhật Bản         | 11 tháng 10 năm 1999 (#1a)                                 | Hory, Takaya, Kazu, Kin-chan                    |                                        |                                                     |
| 1b | Hàn Quốc         | 11 tháng 10 năm 1999 (#1b) - 15 tháng 11 năm 1999 (#6a)    | Hory, Takaya, Kazu, Kin-chan                    | Okan, Midori, Ai                       | Takaya ♥ Okan (1)                                   |
| 2  | Trung Quốc       | 15 tháng 11 năm 1999 (#6b) - 17 tháng 01 2000 (#13a)       | Hory, Kin-chan, Shingo, Inotchi, Fuku, Jun      | Midori, Ai, Tomo, Mio                  | Hory ♥ Ai (2)                                       |
| 3  | Việt Nam         | 17 tháng 01 2000 (#13b) - 28 tháng 02 2000 (#19a)          | Kin-chan, Inotchi, Fuku, Jun, Shū               | Midori, Tomo, Mio, Kyōko               | Inotchi ♥ Tomo (3)                                  |
| 4  | Campuchia        | tháng 02 28 2000 (#19b) - 13 tháng 03 2000 (#21)           | Kin-chan, Jun, Tā-kun, Satoshi                  | Kyōko, Mie, Wakana                     | Jun ♥ Kyōko (4)                                     |
| 5  | Thái Lan         | 20 tháng 03 2000 (#22) - 08 tháng 05 2000 (#27)            | Kin-chan, Tā-kun, Satoshi, Yūji                 | Mie, Wakana, Sanae                     | Kin-chan ♥ Midori (5)*1                             |
| 6  | Ấn Độ            | 15 tháng 05 2000 (#28) - 26 tháng 06 2000 (#34a)           | Sen-chan, Hisashi, GYO, Sunatchi, Haru          | tháng 03iko, Miyuki, Tanabē, Yuki      | Hisashi ♥ tháng 03iko (6)*2                         |
| 7  | Thổ Nhĩ Kỳ       | 26 tháng 06 2000 (#34b) - 24 tháng 07 2000 (#38a)          | Sen-chan, GYO, Haru, Yassan                     | Miyuki, Tanabē, Yuki                   | GYO ♥ Miyuki (7)                                    |
| 8  | Bulgaria         | 24 tháng 07 2000 (#38) - 07 tháng 08 2000 (#40a)           | Sen-chan, Haru, Yassan, Ken'ichi                | Tanabē, Yuki, Devi                     | Haru ♥ Yuki (8)                                     |
| 9  | Hy Lạp           | 07 tháng 08 2000 (#40b) - 28 tháng 08 2000 (#43a)          | Sen-chan, Yassan, Ken'ichi                      | Tanabē, Devi                           |                                                     |
| 10 | Ý                | 28 tháng 08 2000 (#43b) - 25 tháng 09 2000 (#47a)          | Sen-chan, Ken'ichi, Fujiwara-kun, Gō, Paolo*3   | Devi, Nao, Chinatsu                    |                                                     |
| 11 | Pháp             | 25 tháng 09 2000 (#47a) - 13 tháng 11 năm 2000 (#53a)      | Sen-chan, Ken'ichi, Fujiwara-kun, Gō, Seki-chan | Devi, Nao, Chinatsu, Eri               | Sen-chan ♥ Devi (9) Fujiwara-kun ♥ Nao (10)         |
| 12 | Tây Ban Nha      | 13 tháng 11 năm 2000 (#53a) - 18 tháng 12 năm 2000 (#58a)  | Ken'ichi, Gō, Seki-chan, Tsune, Takashi         | Chinatsu, Eri, Yūko, Hitomi            |                                                     |
| 13 | Maroc            | 18 tháng 12 năm 2000 (#58b) - 15 tháng 01 2001 (#61)       | Gō, Seki-chan, Tsune, Takashi                   | Eri, Yūko, Hitomi                      | Gō ♥ Eri (11)                                       |
| 14 | Brasil           | 22 tháng 01 2001 (#62) - 26 tháng 02 2001 (#66a)           | Seki-chan, Takashi, Ken, Sasayan                | Yūko, Hitomi, Ogu                      | Sasayan ♥ Yūko (12)                                 |
| 15 | Paraguay         | 26 tháng 02 2001 (#66b)                                    | Seki-chan, Takashi, Ken                         | Hitomi, Ogu                            |                                                     |
| 16 | Argentina        | 05 tháng 03 2001 (#67) - 03 tháng 04 2001 (#71a)           | Seki-chan, Takashi, Ken, Naoya                  | Hitomi, Ogu, Keiko                     | Ken ♥ Keiko (13)                                    |
| 17 | Chile            | 03 tháng 04 2001 (#71b) - 30 tháng 04 2001 (#75a)          | Seki-chan, Takashi, Naoya                       | Hitomi, Ogu, Ringo                     | Takashi ♥ Ogu (14)                                  |
| 18 | Bolivia          | 30 tháng 04 2001 (#75b) - 21 tháng 05 2001 (#78a)          | Seki-chan, Naoya, Daisuke, Match-bō(Yamasaki)   | Ringo, Yū, Tsutchy                     |                                                     |
| 19 | Perú             | 21 tháng 05 2001 (#78b) - 02 tháng 07 2001 (#84a)          | Seki-chan, Naoya, Daisuke, Match-bō, Yōsei      | Ringo, Yū, Tsutchy, Natchan            |                                                     |
| 20 | Ecuador          | 02 tháng 07 2001 (#84b) - 13 tháng 08 2001 (#90a)          | Seki-chan, Naoya, Daisuke, Yōsei                | Yū, Tsutchy, Natchan                   |                                                     |
| 21 | Panama           | 13 tháng 08 2001 (#90a) - 24 tháng 09 2001 (#95)           | Seki-chan, Daisuke, Yōsei, Yasu                 | Natchan, Akky, Yūka                    | Yōsei ♥ Akky (15)                                   |
| 22 | Costa Rica       | 02 tháng 10 năm 2001 (#96)                                 | Seki-chan, Daisuke, Yasu, Reggae                | Natchan, Yūka                          | Daisuke ♥ Natchan (16)                              |
| 23 | Jamaica          | 02 tháng 10 năm 2001 (#96b) - 05 tháng 11 năm 2001 (#100)  | Seki-chan, Yasu, Reggae, Tobi                   | Yūka, Ai, Vivi                         | Seki-chan ♥ Yūka (17)                               |
| 24 | Cuba             | 12 tháng 11 năm 2001 (#101) - 17 tháng 12 năm 2001 (#106a) | Yasu, Reggae, Tobi, Yoshi-chan                  | Vivi, Mizuho, Yukinē                   |                                                     |
| 25 | Honduras         | 17 tháng 12 năm 2001 (#106b) - 07 tháng 01 2002 (#108)     | Reggae, Tobi, Yoshi-chan, Take                  | Vivi, Mizuho, Yukinē                   |                                                     |
| 26 | Guatemala        | 07 tháng 01 2002 (#108b) - 18 tháng 02 2002 (#114a)        | Reggae, Tobi, Yoshi-chan, Take                  | Vivi, Mizuho, Yukinē                   | Tobi ♥ Vivi (18)                                    |
| 27 | Belize           | 18 tháng 02 2002 (#114b) - 11 tháng 03 2002 (#116a)        | Reggae, Yoshi-chan, TAKA                        | Mizuho, Yukinē, Mika                   |                                                     |
| 28 | México           | 11 tháng 03 2002 (#116b) - 24 tháng 06 2002 (#128)         | Reggae, Yoshi-chan, TAKA, Tiger                 | Yukinē, Mika, Megu                     | Tiger ♥ Megu (19) TAKA ♥ Mika (20)                  |
| 29 | New Zealand      | 01 tháng 07 2002 (#129) - 05 tháng 08 2002 (#134a)         | Nan-chan, Kōta, Keisuke, Tomokun                | Osugi, Yuri, Wakana                    |                                                     |
| 30 | Úc               | 05 tháng 08 2002 (#134b) - 14 tháng 10 năm 2002 (#143)     | Nan-chan, Kōta, Keisuke, Daijō                  | Osugi, Yuri, Wakana, Yukachin          | Keisuke ♥ Osugi (21) Daijō ♥ Yuri (22)              |
| 31 | Papua New Guinea | 21 tháng 10 năm 2002 (#144) - 18 tháng 11 năm 2002 (#148)  | Nan-chan, Kōta, Tetsu, Tsunayoshi               | Yukachin, Miho, Reika                  |                                                     |
| 32 | Tonga            | 25 tháng 11 năm 2002 (#149) - 02 tháng 12 năm 2002 (#150a) | Nan-chan, Kōta, Tetsu, Kazu-kun                 | Yukachin, Miho, Reika                  |                                                     |
| 33 | Fiji             | 02 tháng 12 năm 2002 (#150b) - 23 tháng 12 năm 2002 (#153) | Nan-chan, Kōta, Tetsu, Kazu-kun                 | Yukachin, Miho, Reika                  |                                                     |
| 34 | Nicaragua        | 29 tháng 12 năm 2002 (#154) - 03 tháng 02 2003 (#159a)     | Kōta, Tetsu, Kazu-kun                           | Yukachin, Miho, Reika                  | Kōta ♥ Miho (23)                                    |
| 35 | Hoa Kỳ           | 03 tháng 02 2003 (#159b) - 21 tháng 04 2003 (#168a)        | Kazu-kun, Miyaken, Takurō, Asa-chan, Dobokun    | Yukachin, Saki, tháng 03ippe, Gachapin | Kazu-kun ♥ Yukachin (24) Takurō ♥ tháng 03ippe (25) |
| 36 | Canada           | 21 tháng 04 2003 (#168b) - 19 tháng 05 2003 (#172)         | Miyaken, Asa-chan, Dobokun, Tazy                | Saki, Gachapin, Mikan                  | Dobokun ♥ Saki (26)                                 |

- Chú giải 1:  Midori bị Kin-chan từ chối lời tỏ tình, phải rời Việt Nam trở về Nhật Bản. Nhưng sau đó cô ấy nhận được lá thư mời sang Thái Lan để gặp lại lần nữa.[1]
- Chú giải 2:  Hisashi bị Mariko từ chối phải quay về nước. Nhưng sau đó Mariko cũng quyết định rời hành trình để tìm gặp lại Hisashi ở Nhật.[2]
- Chú giải 3:  Paolo là người bản xứ mà các thí sinh gặp tại nhà tập thể ở Ý. Anh ta có thể nói được tiếng Nhật vì đã từng sống ở Nhật được một năm.[3]

### Vòng thứ hai
| #  | Quốc gia             | Phát sóng                                                                     | Các thí sinh                        | Các thí sinh                       | Cặp đôi                                                           |
| #  | Quốc gia             | Phát sóng                                                                     | nam                                 | nữ                                 | Cặp đôi                                                           |
| -- | -------------------- | ----------------------------------------------------------------------------- | ----------------------------------- | ---------------------------------- | ----------------------------------------------------------------- |
| 37 | Philippines          | 26 tháng 05 2003 (#173) - 30 tháng 06 2003 (#178a)                            | Miyaken, Asa-chan, Tazy, DAI        | Gachapin, Mikan, Yukky, Michelle*4 |                                                                   |
| 38 | Indonesia            | 30 tháng 06 2003 (#178b) - 28 tháng 07 2003 (#182a)                           | Asa-chan, Tazy, DAI, Boxer          | Gachapin, Yukky, Eiko, Sakura      |                                                                   |
| 39 | Brunei               | 28 tháng 07 2003 (#182b) - 04 tháng 08 2003 (#183a)                           | Asa-chan, DAI, Boxer, Shima         | Gachapin, Eiko, Sakura             |                                                                   |
| 40 | Malaysia             | 04 tháng 08 2003 (#183b) - 11 tháng 08 2003 (#184a) & 25 tháng 08 2003 (#186) | Asa-chan, DAI, Boxer, Shima         | Gachapin, Eiko, Sakura             |                                                                   |
| 41 | Singapore            | 11 tháng 08 2003 (#184b) - 18 tháng 08 2003 (#185)                            | Asa-chan, DAI, Boxer, Shima         | Gachapin, Eiko, Sakura             | DAI ♥ Gachapin (27)                                               |
| 42 | Myanmar              | 01 tháng 09 2003 (#187) - 13 tháng 10 năm 2003 (#192)                         | Asa-chan, Boxer, Shima, Sōta, Hassy | Eiko, Sakura, Rii                  |                                                                   |
| 43 | Bhutan               | 20 tháng 10 năm 2003 (#193) - 01 tháng 12 năm 2003 (#198a)                    | Sōta, Hassy, Hayato                 | Sakura, Rii, Yūmin                 |                                                                   |
| 44 | Nepal                | 01 tháng 12 năm 2003 (#198b) - 12 tháng 01 2004 (#203a)                       | Asa-chan, Hassy, Hayato, Kōei       | Rii, Yūmin, Kaji                   |                                                                   |
| 45 | Sri Lanka            | 12 tháng 01 2004 (#203b) - 16 tháng 02 2004 (#208)                            | Asa-chan, Hassy, Hayato, Kōei       | Yūmin, Kaji, Miki                  |                                                                   |
| 46 | Madagascar           | 23 tháng 02 2004 (#209) - 01 tháng 04 2004 (#214a)                            | Asa-chan, Hayato, Kōei, Haolong     | Yūmin, Kaji, Miki                  |                                                                   |
| 47 | Nam Phi              | 01 tháng 04 2004 (#214b) - 17 tháng 05 2004 (#220a)                           | Hayato, Kōei, Haolong, Hakase       | Yūmin, Kaji, Miki, Juri            | Hayato ♥ Yūmin (28) Kōei ♥ Miki (29) Dominic (Driver) ♥ Kaji (30) |
| 48 | Botswana             | 17 tháng 05 2004 (#220b) - 07 tháng 06 2004 (#223)                            | Haolong, Hakase, Takky, Ryō         | Juri, Yuka, Numatchi               |                                                                   |
| 49 | Namibia              | 14 tháng 06 2004 (#224) - 19 tháng 07 2004 (#229a)                            | Hakase, Takky, Ryō, Junpei          | Juri, Yuka, Numatchi               | Ryō ♥ Juri (31)                                                   |
| 50 | Malawi               | 19 tháng 07 2004 (#229b) - 30 tháng 08 2004 (#235)                            | Takky, Junpei, Yū-kun, Hide         | Yuka, Numatchi, Seriha             |                                                                   |
| 51 | Tanzania             | 06 tháng 09 2004 (#236) - 18 tháng 10 năm 2004 (#241a)                        | Junpei, Yū-kun, Hide, Itchy         | Numatchi, Seriha, Kayo, Pendo*4    |                                                                   |
| 52 | Kenya                | 18 tháng 10 năm 2004 (#241b) - 22 tháng 11 năm 2004 (#246a)                   | Junpei, Yū-kun, Hide, Itchy         | Seriha, Kayo, Ōse                  |                                                                   |
| 53 | Ethiopia             | 22 tháng 11 năm 2004 (#246b) - 27 tháng 01 2005 (#252a)                       | Junpei, Yū-kun, Hide, Itchy, Haisha | Seriha, Ōse, Salt                  | Itchy ♥ Seriha (32)                                               |
| 54 | Cameroon             | 10 tháng 01 2005 (#252b) - 14 tháng 02 2005 (#257a)                           | Junpei, Yū-kun, Hide, Bukurō        | Ōse, Salt, Riko                    |                                                                   |
| 55 | Tunisia              | 14 tháng 02 2005 (#257b) - 11 tháng 04 2005 (#263a)                           | Yū-kun, Hide, Bukurō, Kōji          | Ōse, Salt, Riko                    | Yū-kun ♥ Riko (33)                                                |
| 56 | Ai Cập               | 11 tháng 04 2005 (#263a) - 16 tháng 05 2005 (#268a)                           | Hide, Bukurō, Kōji, Arashi          | Ōse, Mikarin, Omami                | Bukurō ♥ Ōse (34)                                                 |
| 57 | Oman                 | 16 tháng 05 2005 (#268b) - 13 tháng 06 2005 (#272a)                           | Hide, Kōji, Arashi, Susan           | Mikarin, Omami, Takano             |                                                                   |
| 58 | UAE                  | 13 tháng 06 2005 (#272b) - 18 tháng 07 2005 (#277)                            | Hide, Kōji, Arashi, Susan           | Mikarin, Takano, Natchi            |                                                                   |
| 59 | Qatar                | 25 tháng 07 2005 (#278) - 01 tháng 08 2005 (#279)                             | Hide, Arashi, Susan, tk             | Mikarin, Takano                    |                                                                   |
| 60 | Bahrain              | 01 tháng 08 2005 (#279b) - 05 tháng 09 2005 (#284)                            | Hide, Arashi, Susan, tk             | Mikarin, Omami, Takano             |                                                                   |
| 61 | Nga                  | 12 tháng 09 2005 (#285) - 17 tháng 10 năm 2005 (#288a)                        | Hide, Arashi, Susan, tk             | MIE, Ume-chan, Aya                 |                                                                   |
| 62 | Ukraina              | 17 tháng 10 năm 2005 (#288a) - 28 tháng 11 năm 2005 (#294a)                   | Hide, Arashi, Susan, tk             | MIE, Ume-chan, Aya                 |                                                                   |
| 63 | România              | 28 tháng 11 năm 2005 (#294b) - 16 tháng 01 2006 (#299a)                       | Hide, Arashi, Susan, Alec           | MIE, Ume-chan, Aya                 | Arashi ♥ Aya (35)                                                 |
| 64 | Hungary              | 16 tháng 01 2006 (#299b) - 06 tháng 03 2006 (#305)                            | Susan, Alec, Tagami-kun, Outlaw     | MIE, Izumi, Hisayon, Andy*4        |                                                                   |
| 65 | Áo                   | 13 tháng 03 2006 (#306) - 24 tháng 04 2006 (#310a)                            | Susan, Alec, Tagami-kun, Outlaw     | Izumi, Hisayon, Goki               |                                                                   |
| 66 | Liechtenstein        | 24 tháng 04 2006 (#310b)                                                      | Susan, Tagami-kun, Outlaw           | Izumi, Hisayon, Goki               |                                                                   |
| 67 | Thụy Sĩ              | 01 tháng 05 2006 (#311) - 19 tháng 06 2006 (#319)                             | Susan, Tagami-kun, Outlaw, Sōri     | Izumi, Hisayon, Goki               | Outlaw ♥ Goki*5 Susan ♥ MIE (36)*6                                |
| 68 | Croatia              | 03 tháng 07 2006 (#320) - 24 tháng 07 2006 (#323)                             | Tagami-kun, Sōri, Tachi, Uekki      | Hisayon, Chaki, Yankumi            |                                                                   |
| 69 | Bosna và Hercegovina | 31 tháng 07 2006 (#324) - 28 tháng 08 2006 (#328)                             | Sōri, Tachi, Uekki, Yokomī          | Hisayon, Chaki, Yankumi            |                                                                   |
| 70 | Ba Lan               | 04 tháng 09 2006 (#329) - 23 tháng 10 năm 2006 (#334)                         | Tachi, Uekki, Yokomī, San-chan      | Chaki, Yankumi, Junko              | Tachi ♥ Junko (37)                                                |
| 71 | Thụy Điển            | 30 tháng 10 năm 2006 (#335) - 04 tháng 12 năm 2006 (#340)                     | Uekki, Yokomī, San-chan, ISSY       | Chaki, Yankumi, Nagisa             | Uekki ♥ Chaki (38)                                                |
| 72 | Na Uy                | 11 tháng 12 năm 2006 (#341) - 29 tháng 01 2007 (#346)                         | Yokomī, San-chan, ISSY, Gla-san     | Yankumi, Nagisa, Bambi             |                                                                   |
| 73 | Iceland              | 12 tháng 02 2007 (#348) - 19 tháng 03 2007 (#352)                             | San-chan, ISSY, Gla-san, Moriken    | Nagisa, Bambi, Miyanē              | ISSY ♥ Nagisa (39)                                                |

- Chú giải 4:  Michelle, Pendo và Andy là dân bản địa. Michele là thí sinh đặc biệt trong Lễ kỉ niệm phát sóng vòng hai. Pendo và Andy tham gia chuyến hành trình chỉ trong một tập duy nhất.
- Chú giải 5:  Tập #315, Outlaw cũng như Goki xin rời hành trình vì lỗi của nhân viên nhà. Nhưng trong tập #317, bình luận viên cho biết họ đã trở về Nhật và bắt đầu yêu nhau.[4] Cặp này không được tính là cặp đôi chính thức của chương trình.
- Chú giải 6:  MIE bị Susan từ chối lời tỏ tình phải rời Hungary trở về Nhật Bản. Sau khi đến Thụy Sĩ, Susan đổi ý, quyết định từ bỏ hành trình trở về gặp MIE lần nữa để nói lời đồng ý.[5]

### Vòng mở rộng (phát sóng ngay sau Vòng thứ hai)
| #  | Quốc gia           | Phát sóng                                                 | Các thí sinh                                 | Các thí sinh         | Cặp đôi             |
| #  | Quốc gia           | Phát sóng                                                 | nam                                          | nữ                   | Cặp đôi             |
| -- | ------------------ | --------------------------------------------------------- | -------------------------------------------- | -------------------- | ------------------- |
| 74 | Cộng hòa Dominica  | 09 tháng 04 2007 (#353) - 07 tháng 05 2007 (#357)         | San-chan, Gla-san, Moriken, Oga              | Bambi, Miyanē, Hiroe |                     |
| 75 | Trinidad và Tobago | 21 tháng 05 2007 (#359) - 28 tháng 05 2007 (#360)         | San-chan, Gla-san, Moriken, Oga              | Miyanē, Hiroe, Neko  |                     |
| 76 | Suriname           | 04 tháng 06 2007 (#361) - 18 tháng 06 2007 (#363a)        | San-chan, Gla-san, Moriken, Oga              | Miyanē, Hiroe, Neko  |                     |
| 77 | Venezuela          | 18 tháng 06 2007 (#363b) - 30 tháng 07 2007 (#368)        | Gla-san, Moriken, Oga, Hiderinko             | Miyanē, Hiroe, Neko  |                     |
| 78 | Đài Loan           | 06 tháng 08 2007 (#369) - 03 tháng 09 2007 (#373a)        | Gla-san, Moriken, Teppei, Pochi              | Hiroe, Neko, Kuu     |                     |
| 79 | Tuvalu             | 03 tháng 09 2007 (#373b) - 17 tháng 09 2007 (#375)        | Moriken, Teppei, Pochi                       | Neko, Kuu, Chaba     |                     |
| 80 | Samoa              | 24 tháng 09 2007 (#376) - 22 tháng 10 năm 2007 (#378)     | Moriken, Teppei, Pochi, Carbonara            | Neko, Kuu, Chaba     | Moriken ♥ Kuu (40)  |
| 81 | Mông Cổ            | 29 tháng 10 năm 2007 (#379) - 26 tháng 11 năm 2007 (#383) | Teppei, Carbonara, Danny                     | Neko, Chaba, Remi    |                     |
| 82 | Đức                | 03 tháng 12 năm 2007 (#384) - 10 tháng 03 2008 (#394)     | Carbonara, Danny, Miya-kun, Ryō, Seiji       | Remi, Momo, Kuro     | Ryō ♥ Remi (41)     |
| 83 | Cộng hòa Séc       | 10 tháng 03 2008 (#395) - 14 tháng 04 2008 (#398a)        | Danny, Miya-kun, Seiji, Umi                  | Momo, Kuro, Yokko    |                     |
| 84 | Slovakia           | 14 tháng 04 2008 (#398b)                                  | Danny, Miya-kun, Seiji, Umi                  | Momo, Kuro, Yokko    |                     |
| 85 | Ghana              | 21 tháng 04 2008 (#399) - 26 tháng 05 2008 (#403a)        | Miya-kun, Seiji, Umi, Kōsuke                 | Momo, Kuro, Yokko    |                     |
| 86 | Bénin              | 26 tháng 05 2008 (#403b) - 28 tháng 07 2008 (#412)        | Miya-kun, Umi, Kōsuke, Shrek                 | Momo, Kuro, Yokko    |                     |
| 87 | Mali               | 04 tháng 08 2008 (#413) - 25 tháng 08 2008 (#416)         | Umi, Kōsuke, Shrek                           | Momo, Yokko, Yamaji  |                     |
| 88 | Lào                | 02 tháng 09 2008 (#417) - 3 tháng 11 năm 2008 (#424a)     | Kōsuke, Shrek, Umeo, Gōya                    | Momo, Yokko, Yamaji  | Kōsuke ♥ Yokko (42) |
| 89 | Jordan             | 3 tháng 11 năm 2008 (#424b) - 15 tháng 12 năm 2008 (#430) | Shrek, Umeo, Gōya, Tadatchi                  | Momo, Yamaji, Māmin  | Umeo ♥ Momo (43)    |
| 90 | Síp                | 22 tháng 12 năm 2008 (#431) - 09 tháng 02 2009 (#436a)    | Shrek, Gōya, Tadatchi, Wrestler (Ryouji Sai) | Yamaji, Māmin, Hime  |                     |
| 91 | Đan Mạch           | 09 tháng 02 2009 (#436b) - 23 tháng 03 2009 (#441a)       |                                              |                      |                     |
| 92 | Hà Lan             | 23 tháng 03 2009 (#441b)                                  |                                              |                      |                     |

## Khoảnh khắc đáng nhớ
Dù đài truyền hình đã cấm nhân viên và các thí sinh nảy sinh tình cảm (bằng cách chỉ tuyển chọn những người đã có gia đình tham gia vào khâu sản xuất), nhưng một số trường hợp liên quan tới nhân sự vẫn xảy ra:
- Tại Nam Phi, một thí sinh nữ bắt đầu yêu anh chàng hướng dẫn viên du lịch. Khi chuyến xe dừng tại biên giới giữa hai nước (thời khắc cô nhận ra sẽ không bao giờ được gặp lại anh ấy), cô đã xin nhà sản xuất cho phép thổ lộ tình cảm. Và cô đã thành công, hai người trở thành tình nhân.
- Đầu xuân 2006, một thí sinh nữ tỏ ra si mê chuyên viên audio (dù hai người chưa lần nào trò chuyện, và nhân viên kia đã có bạn gái). Tình huống này dẫn tới việc, thí sinh nữ, thí sinh nam yêu cô ấy, nhân viên kỹ thuật audio và nhân viên quay phim đều phải chia tay hành trình về Nhật Bản.

Một số tình huống đáng nhớ khác:
- Tại Costa Rica, ba thí sinh nam bị cảnh sát bắt giữ vì lột quần trẻ em. Năm tiếng sau, với nỗ lực thuyết phục của đội ngũ sản xuất họ đã được thả.[6]
- Sau khi rời Costa Rica, chương trình tạm tránh Nicaragua vì bất ổn chính trị tại nước này, nên họ sang Jamaica. Nhưng đại sứ Nicaragua tại Nhật Bản đã phản đối. Rồi họ đến Nicaragua sau khi đến Fiji. Các thí sinh được chào đón như những đại sứ thiện chí đến tham quan.[7]
- Một thí sinh nữ đã phát bệnh đến nỗi bác sĩ cấm cô ta đi xe buýt, hay bất kì vị trí ngồi nào. Do đó, cô ta buộc phải bị loại và đi về nhà. Tuy nhiên, nhóm sản xuất đã quyết định làm hư xe và đi bộ, chỉ để giữ cô gái ở lại với họ.
- Tháng 01/2006, một thí sinh nữ từ chối tình cảm của người yêu và đã khóc đầm đìa nước mắt, cho hay ba ngày nữa sẽ rời hành trình. Trước hoàn cảnh đó, chàng trai, người luôn ngồi bầu bạn, chia sẻ cảm xúc với cô quyết định bộc lộ tình cảm. Cô ấy nói rằng đã đau đớn mất người ấy, và không thể nào lãng quên hình ảnh trong đầu cô, và cô không tìm thấy tình yêu với ai trong chuyến hành trình Ainori nữa; do đó, cô rời hành trình.
- Hè 2006, trong lúc chương trình ngừng ghi hình, các thí sinh được về Nhật Bản thăm gia đình, một thí sinh nữ phát hiện ra thí sinh nam cô ấy đang yêu đã có bạn gái tại Nhật; quả thật vậy, và anh ta phải chia tay hành trình vì vi phạm luật của Ainori. Sau đó, các thành viên trở lại châu Âu tiếp tục ghi hình chương trình, thí sinh nam đó phải thú nhận tất cả sự thật với bạn gái trên chuyến xe và rời hành trình trở về nước.

## Gây quỹ từ thiện
Từ tháng 04/2004, chiến dịch gây quỹ Ainori Bokin (Quỹ Ainori) được khởi động. Quỹ này được thành lập để giúp đỡ trẻ em sinh sống tại các quốc gia nghèo khó mà chuyến xe đi qua. Cũng từ quỹ này, một trường học mang tên Ainori Gakko (trường Ainori) đã được xây dựng.

## Đồng hành
- Masami Hisamoto (11 tháng 10 năm 1999 - 23 tháng 03, 2009)
- Kōji Imada (11 tháng 10 năm 1999 - 23 tháng 03, 2009)
- Haruhiko Katō (11 tháng 10 năm 1999 - 20 tháng 03, 2006)
- Eiji Wentz (10 tháng 04, 2006 - 23 tháng 03, 2009)

## Chuyện bên lề
- Để tránh nhân viên đài truyền hình và các thí sinh nảy sinh tình cảm, chỉ những người đã kết hôn mới được chọn tham gia công tác trong chương trình này.
- Những bản nhạc hit của các ban nhạc/ca sĩ như ELT với "Fragile", "Way of Difference" của Glay, và I WiSH với ca khúc "ashita e no tobira" được sử dụng làm nhạc đệm.
- "Love Wagon" (tạm dịch: xe thồ tình yêu), một cách gọi khác của chuyến xe do các thí sinh tự đặt, thuộc dòng xe Toyota High-Ace, được sơn hồng với biểu tượng Ainori bên trên. Tuy nhiên, khi chiếc xe này bị hư hoặc theo luật giao thông địa phương chiếc xe không được sử dụng mà phải mua chiếc xe loại mới được trang trí cùng kiểu.
- Chu du khắp thế giới, dù đã có nhiều đôi bạn trẻ nảy sinh tình cảm nhưng hè 2006, hai cặp Goki/Outlaw và MIE/Susan chỉ hẹn như sau hành trình; tháng 02, 2007, một bản tin Ainori đặc biệt đã tường thuật lại câu chuyện một cặp đôi khác (Hide/Kayo) quen nhau khi về Nhật.